# John S. Wells

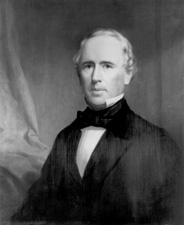
John Sullivan Wells

John Sullivan Wells, född 18 oktober 1803 i Durham, New Hampshire, död 1 augusti 1860 i Exeter, New Hampshire, var en amerikansk demokratisk politiker. Han representerade delstaten New Hampshire i USA:s senat från januari till mars 1855.
Wells studerade juridik och inledde 1828 sin karriär som advokat i Vermont. Han flyttade 1836 till Lancaster, New Hampshire och senare vidare till Exeter. Han var delstatens justitieminister (New Hampshire Attorney General) 1847-1848. Han var talman i delstatens senat 1851-1852.
Senator Moses Norris avled 1855 i ämbetet och efterträddes av Wells. Han efterträddes senare samma år av James Bell.
Wells avled 1860 och gravsattes på Exeter Cemetery i Exeter.